# Danny l'eletto
Danny l'eletto (The Chosen) è un romanzo di Chaim Potok pubblicato nel 1967 ambientato a Brooklyn nel secondo dopoguerra. Il libro narra la storia dell'amicizia tra due adolescenti ebrei, Reuven Malter, figlio di uno studioso del Talmud, e Danny Saunders, figlio di un rabbino Chassid

## Trama
Reuven fa parte di quella comunità ebraica Brooklyn che si discosta un po' dagli ebrei del ghetto e che i chassidim definiscono in modo sprezzante "apicorsim": il termine indica un ebreo che rinnega i fondamenti della propria fede; per estensione, indica quegli ebrei che non portano come da usanze i riccioli laterali né le frange fuori dai pantaloni; mentre, applicato alla scuola, questo significa un ebreo che studia più materie inglesi di quante ritenute necessarie (distraendo così dallo studio del Talmud) e le materie ebraiche in lingua ebraica anziché in yiddish (il che significa profanare la lingua santa).
Reuven incontra Danny per la prima volta durante un incontro di softball. La partita si trasforma presto in uno scontro simbolico tra le due comunità ebraiche e Danny, in preda al furore, lancia una palla troppo forte e ferisce in questo modo un occhio di Reuven.
Reuven viene ricoverato in ospedale in quanto una scheggia dei suoi occhiali si è conficcata nell'occhio e si sveglia qualche giorno dopo ad operazione già riuscita. Durante la sua convalescenza in ospedale fa conoscenza con un giovane pugile e un bambino cieco e vive con trepidazione i giorni del D-day (lo sbarco in Normandia) e dell'invasione degli Alleati nella Germania nazista della fine della seconda guerra mondiale.
Viene a trovarlo in ospedale anche Danny per chiedere scusa dell'accaduto; inizialmente Reuven lo caccia ancora arrabbiato per quanto successo ma poi, spinto anche dal padre, Danny e Reuven diventano grandi amici.
Tra le difficoltà comuni agli adolescenti si aiutano a vicenda. Danny, la cui mente fotografica gli permette di imparare a memoria qualsiasi cosa legga, è costretto a prendere il posto di suo padre come tzaddik, ma non vuole, perché è attratto dalla psicologia, e cerca di liberarsi dalla sua gabbia leggendo di nascosto Freud e altre cose proibitegli da suo padre.
Reuven invece vuole diventare rabbino, e guarda impotente Danny soffrire per il silenzio che c'è tra quest'ultimo e suo padre, che non gli rivolge la parola se non per studiare il Talmud. Seguiamo i protagonisti crescere ed affrontare i primi bivi della vita. Anche dal punto di vista storico il libro si può dire molto rilevante: in un primo momento verso gli anni della seconda guerra mondiale, e dell'immediato dopoguerra, condividendo le ripercussioni della tragedia della Shoah sulla comunità ebraica di New York che ha vissuto quell'evento non direttamente, ma come un'onda d'urto di una bomba scoppiata troppo lontano per essere letale, ma abbastanza vicino per abbattere e stordire.
I due amici sceglieranno di frequentare la stessa università, ma qui nascono le prime insidie. Infatti il padre di Reuven, diventato sionista, terrà dei discorsi importanti, con i quali convincerà molti ebrei ad abbracciare l'idea di avere uno Stato ebreo. Il rabbino Saunders, però, non essendo d'accordo con l'idea del padre di Reuven, proibisce a suo figlio di parlare con il suo migliore amico.
Reuven non capirà il motivo di questo lungo periodo di  silenzio finché il padre di Danny non glielo dirà direttamente (in quanto permetterà di nuovo ai due di rivedersi, dato che ormai non poteva più fare niente per fermare il Sionismo).
Alla fine il rabbino Saunders spiegherà come mai avesse educato Danny con il silenzio e che in realtà lui aveva sempre saputo che Danny era interessato alla psicologia e in particolare a Freud.
Un viaggio che a ritroso porta nella culla del chassidismo, nella Polonia, vivaio di una cultura ricchissima e matrice di profondi valori, e di lì ancora più lontano nella storia millenaria del popolo ebraico fino alla distruzione del Tempio di Gerusalemme per cui, vien specificato, vale ancora la pena di svegliarsi di notte per piangere.

## Personaggi
- Reuven Malter
- Danny Saunders
- il rabbino Saunders
- il padre di Reuven
- Manya
- Tony Savo
- Billy
- i fratelli di Danny e la madre di Danny
- il professor Galanter

## Edizioni
- Chaim Potok, Danny l'eletto, traduzione di Marcella Bonsanti, 3 ed., collana Elefanti, Garzanti, 1990,  pp. 367, cap. 18, ISBN 88-11-68522-2.

## Film, TV o adattamenti teatrali
Nel 1981 fu tratto un film, dal titolo italiano "Gli eletti", ed anche un musical prodotto nel 1988.